# أياد بطيئة (أغنية نايل هوران)
أيادٍ بطيئة (بالإنجليزية: Slow Hands)‏ هي أغنية للمغنى الأيرلندى نايل هوران، أطلقت Capitol الأغنية في 4 مايو، 2017 كثانى أغنية للمغنى نايل هوران في ألبومة الأول وميض.